# Евсевьев, Макар Евсевьевич
Мака́р Евсе́вьевич Евсе́вьев (Коба́ев)  (18 [31] января 1864, Малые Кармалы, Симбирская губерния — 10 мая 1931, Казань) — эрзянский учёный, просветитель, педагог. Профессор (1921), коллежский советник.

## Биография

### Происхождение
Родился в крестьянской семье. По национальности эрзя. Отец — Евсевий Тихонович Кобаев, мать — Ирина Петровна, по мужу Кобаева.
Окончил Шераутское начальное училище (1876), Казанскую учительскую инородческую семинарию (1883), историко-филологический факультет Казанского университета (1892). Ученик Н. И. Ильминского и Н. А. Бобровникова.
С 1892 года работал учителем и наставником подготовительного класса Мордовского образцового начального училища при Казанской семинарии. В 1919 году был арестован, освобождён благодаря ходатайству Наркомпроса РСФСР.
С 1920 года — заведующий отделом, научный сотрудник Казанского краеведческого музея. Одновременно преподавал историю и этнографию эрзян и мокшан, эрзянский и мокшанский языки в высших и средних учебных заведениях Казани (Восточная академия, Восточный педагогический институт, Казанский педагогический университет и др.). В 1920-х годах был организатором Центральных курсов мордовских учителей в Москве (1926—1928), первых 3-годичных курсов в Казани, краткосрочных курсов в Нижнем Новогороде, Самаре, Саранске, Саратове, Симбирске.

### Первый просветитель эрзянского и мокшанского народов
Евсевьев — первый учёный-энциклопедист и просветитель эрзянского и мокшанского народов. Он положил начало широким русско-мордовским связям. Сотрудничал с филологами Ф. Д. Батюшковым, А. А. Шахматовым, Д. В. Бубрихом, этнографами Н. Ф. Катановым, И. Н. Смирновым, Б. Ф. Адлером, педагогами и методистами Н. А. Бобровниковым, Н. В. Никольским, И. С. Михеевым, финскими учёными Х. Паасоненом, А. Гейкелем и др.
С именем Евсевьева связан новый этап в развитии мордовской письменности, национального самосознания. На основе изучения разговорного языка он создал «Образцы мордовской народной словесности», написал первые буквари для мокши (1892) и эрзи (1897) и был соавтором первого советского букваря для эрзи «Тундонь чи» — «Весенний день». Осуществил целостный подход к изучению эрзянского и мокшанского языков в монографиях «Основы мордовской грамматики» (1928), «Эрзянь-рузонь валкс» («Эрзянско-русский словарь», М., 1931). Евсевьев занимался переводческой деятельностью: именно он перевёл более 10 вероучительных и учебных книг.

## Полевая работа
В фольклорных экспедициях собрал богатейший материал по устно-поэтическому творчеству мокшанского и эрзянского народов, стал первым национальным фотографом, зафиксировавшим многообразие бытовой культуры данных народов. Участвовал во Всероссийской промышленно-художественной выставке в Нижнем Новгороде (1896), Всемирной выставке в Париже, на которой женский эрзянский костюм, привезенный М. Е. Евсевьевым, был удостоен золотой медали.
Собранные им коллекции одежды, украшений и иных предметов быта мокшан и эрзян, а это более 500 предметов хранятся в центральных музеях г. Москвы, С-Петербурга, Казани, Саранска, Гамбурга, Парижа, Хельсинки.

## Память
Имя Макара Евсевьевича Евсевьева присвоено:
- Мордовскому государственному педагогическому институту;
- филиалу № 1 Централизованной городской библиотечной системы для взрослых городского округа Саранск
- улице г. Саранска;
- Малокармалинской средней общеобразовательной школе.

В Мордовском государственном педагогическом институте ежегодно проводится научно-практическая конференция «Евсевьевские чтения».
В селе Малые Кармалы Чувашской Республики установлен бюст Макара Евсевьева.
В 1931 году похоронен на Арском кладбище в Казани, где имеется памятный кенотаф с надписью о перенесении его праха на мемориальное кладбище Саранска (2004 год).
|                                             |  |
| Кенотаф учёного на Арском кладбище, Казань. |  |